# کریس بیسن
کریس بیسن (انگلیسی: Chris Bisson؛ زادهٔ ۲۱ ژوئیهٔ ۱۹۷۵) یک هنرپیشه اهل بریتانیا است. وی از سال ۱۹۸۹ میلادی تاکنون مشغول فعالیت بوده‌است.
از فیلم‌هایی که وی در آن نقش داشته است می‌توان به شرق شرق است اشاره کرد.